# 897 до н. е.

## Події
- Фелет, цар Тіру.
- Юдейський царь Аса перемагає єгипетську експедиційну армію.

## Померли
| рік | Це незавершена стаття про рік. Ви можете допомогти проєкту, виправивши або дописавши її. |